# Волтер Денді Садлер
Волтер Денді Садлер (англ. Walter Dendy Sadler, 12 травня 1854, Доркінг, Суррей, Велика Британія — 13 листопада 1923, Хемінгфорд Грей, Хантингдоншир, Велика Британія) — англійський художник вікторіанської епохи, який спеціалізувався на побутових та характерних, часто комічних сценках з XVIII століття.

## Біографія
Дитинство та юність Садлера пройшли в Хоршемі. Уже в ранньому віці він демонстрував схильність до живопису, а в 16 років вирішив, що він стане художником, і два роки відвідував Школу мистецтв Хезерлі (англ. Heatherley's School of Art) у Лондоні. Потім він продовжив навчання в Дюссельдорфі, у Вільгельма Симмера. Поступово виробилась індивідуальна, глузливо-реалістична манера Садлера. З 1872 року окремі його картини почали виставлятися в різноманітних галереях. У 1895 році — перша виставка робіт Садлера (галерея Левефр).
З 1877 по 1895 рік жив у Лондоні, потім переїхав у Хемінгфорд Грей, де й помер.

## Картини

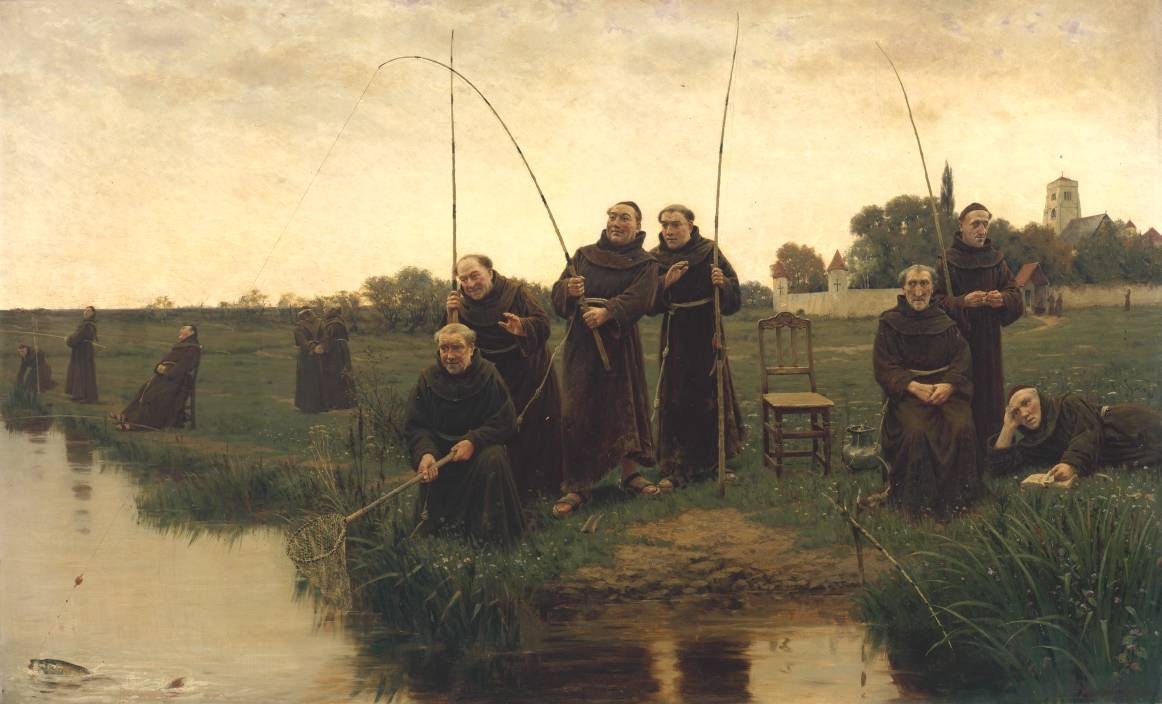
Четвер (1880)

Найбільш відомі роботи Садлера — картини з чернечого життя: «Четвер» (англ. Thursday) і «П'ятниця» (англ. Friday). Картини задумувались художником як пара і повинні були по його задуму розташовуватися поряд, але виставлені нині в різних містах.
Картина «Четвер» — інші назви: «Тихо, брат, тихо» (англ. Steady Brother, Steady), «Завтра буде п'ятниця», — яка написана у 1880 році, зображує групу ченців-францисканців, які азартно вудять рибу до завтрашнього пісного дня. Знаходиться в Галереї Тейт у Лондоні. Згідно з путівником по галереї 1897 року, «Четвер» був серед трьох картин, які поклали початок колекції сера Генрі Тейта.
На картині «П'ятниця», яка написана у 1883 році, зображений обід у домініканському монастирі, де хазяї «пригощають» двох францисканських ченців. Хоча тут немає персонажів з «Четверга», на столі перед ченцями риба. Полотно виставлене в Галереї Уокера в Ліверпулі, яка є однією з найпопулярніших робіт у колекції.
Також відомі картини Садлера «У конторі повіреного» (англ. In the Solicitor's Office), «На п'ятдесят років» (1894, англ. For Fifty Years), «Пропозиція» (1895, англ. An Offer of Marriage), та інші.